# Tambo+
Tambo+ (o simplemente Tambo, del quechua tanpu, que significa alojamiento temporal) es una cadena peruana de tiendas de conveniencia perteneciente a la familia Lindley. Es la cadena más grande de su rubro en el Perú, con más de 500 locales.Exactamente 414 locales en Perú, su ritmo de aperturas alcanzaba las 100 tiendas por año, que por la misma pandemia del coronavirus se vio mermado. De hecho, cabe acotar que la proyección antes del covid-19 era que para el Bicentenario del Perú en 2021 se contara con 600 tiendas. Tambo se ha convertido en una de las cadenas de tiendas más populares del Perú,catalogado como un espacio de relación interpersonal.

## Historia
Tambo+ fue fundado por el grupo Great Retail de la familia Lindley. Su primer local se abrió en el distrito de Comas (Lima) el 1 de abril del año 2015, siendo Luis Seminario Laguna, el primer gerente general de la empresa. Entre la oferta se encuentra la venta de abarrotes, golosinas, bebidas, desayunos, sándwiches, postres y comida para llevar, además de pago de servicios. Tambo+ inició el posicionamiento del segmento de las tiendas de conveniencia en el Perú, ya que antes de su apertura la oferta era considerablemente menor: únicamente se encontraban este tipo de tiendas en las gasolineras Repsol (Repshop), Primax (Listo!) y Pecsa (Viva). Estas marcas, posteriormente, inauguraron locales fuera de las gasolineras para competir contra la nueva cadena.
Para el año 2016, la cadena ya contaba con más de 100 tiendas en toda la ciudad de Lima y a inicios de 2018 se inauguró la tienda 200. En octubre del mismo año, arribó al país la mexicana OXXO, la cual se convirtió en la competencia directa de la cadena. Para finales del mismo año, se inauguró la tienda número 300 y se anunció el arribo de la cadena a provincias para el año 2019, el cual se dio con las aperturas de tiendas en Huaral y Huacho, las primeras fuera de Lima Metropolitana. Luego de atravesar el cierre de algunas tiendas por la pandemia de COVID-19, en 2022 reanudaron la apertura de nuevos locales.
En diciembre de 2022 se abre el primer local fuera de la región de Lima, que abrió el 24 de diciembre de ese año en la ciudad de Chiclayo, en el Mall Aventura Chiclayo.
Al año 2023 Tambo tiene presencia en las ciudades de Lima, Trujillo, Chiclayo, Piura, Chimbote e Ica. Para 2024 abrió en Arequipa.

### Antecedentes
En Perú el 31% de los establecimientos comerciales empadronados corresponden a bodegas (parte del comercio de Tienda de alimentos), además en 2021, el presidente de la Asociación de Bodegueros del Perú, Andrés Choy, sostuvo que en el Perú hay alrededor de 535,000 bodegas, de las cuales aproximadamente 150,000 se encuentran en Lima,Asimismo en el país el 31,4 % de compras se hacen en bodegas, porque se puede adquirir más artículos en menos cantidad. Algunas de estas bodegas crecieron y diversificaron su oferta convirtiéndose en supermercados como el caso de la empresa peruana WongSin embargo otras bodegas no lo hicieron convirtiéndose en sus competencias más locales.Las bodegas en el Perú representan uno de los canales de venta más importantes en los hogares peruanos y tienen una participación mayor al 70% en las ventas minoristas, estas microempresas usualmente administradas por algún miembro del hogar con el apoyo de otros integrantes de la familia que permiten generar autoempleo, representan también un vínculo emocional en el barrio al que pertenecen, pues cumplen un rol de consejería, recomendación, otorgamiento del fiado (crédito) y yapa (adicional gratis) del producto.Más tarde apareció la cadena Tambo y se convertiría en la competencia más cercana a estas.Así, el canal tradicional de venta minorista está siendo modificado por el canal moderno como es el desarrollo de las tiendas por conveniencia como Tambo.

### Preferencia
En su ventaja comparativa Tambo+ destaca por sus promociones y la diversidad de productos que ofrece, su ingreso al mercado significó una alternativa de compra para las personas, ya que, al momento de su creación, este tipo de tiendas (como Listo, Viva o Repshop) se encontraban principalmente en gasolineras. El entonces gerente de la empresa, Luis Seminario, dijo diseñamos una serie de misiones de compra: reunión, antojo, comida rápida y reposición”.Siguiendo la línea de estos puntos, Tambo realiza una división de las tiendas según dos características: tipo de consumidor y tamaño. Tambo dispone de tiendas regulares, que son aquellas que cuentan con un espacio para sentarse y disfrutar las comidas y tiendas que están ubicadas en zonas residenciales donde los consumidores viven cerca de la tienda, tiendas flotantes que están ubicadas en centros empresariales o comerciales donde los consumidores solo están de paso, pero no viven en esa zona y las tiendas híbridas que tienen una combinación de ambos tipos de consumidores. Además, en su público objetivo, busca ofrecer productos a los precios más competitivos del mercado, por ende, se busca satisfacer a un público que tenga un menor poder adquisitivo.